# Reserva nacional Tambopata
La reserva nacional Tambopata (RNTMB) es un área natural protegida del Perú, ubicada en el departamento de Madre de Dios, provincia de Tambopata y se extiende en los distritos de Tambopata e Inambari.  La Reserva Nacional Tambopata fue creada el 4 de septiembre de 2000, mediante el decreto supremo DS N.º 048-2000-AG, con una extensión de 274,690 ha, esta área natural protegida cuenta con una gradiente altitudinal promedio de 300msnm en un rango de 200-400msnm. Dentro de sus objetivos de creación de la reserva se han establecido 3 ejes de acción: primero proteger a la flora, la fauna y los procesos ecológicos de una muestra de la selva sur amazónica del Perú; segundo generar procesos de conservación con la población en el ámbito de la reserva, con la finalidad de usar sosteniblemente los recursos como los castañales y el paisaje para la recreación y por último, contribuir al desarrollo sostenible de la región y del país, a partir del conocimiento de la diversidad biológica y del manejo de los diversos recursos naturales renovables.

## Clima
El clima de la zona es del tipo bosque subtropical húmedo, en donde la temperatura media es de 26 °C, llegando a fluctuar entre los 10 °C y 38 °C.
Estos límites inferiores se explican por los vientos antárticos que ingresan irregularmente a la cuenca del Amazonas provenientes desde los andes generalmente en las temporadas de vientos fríos en junio y julio.
En el caso de sus temperaturas máximas, estas se registran durante los meses de septiembre a octubre.
Las precipitaciones en la zona están en el rango de 1600 a 2400mm anual.
Los registros de las precipitaciones a nivel mensual varían de acuerdo a las temporadas, en donde la temporada de máxima precipitación es entre diciembre y marzo, a este periodo de altas lluvias tenemos los meses de transición que son octubre, noviembre, abril y mayo, finalmente la temporada de baja precipitación entre los meses de junio a septiembre.

## Hidrografía

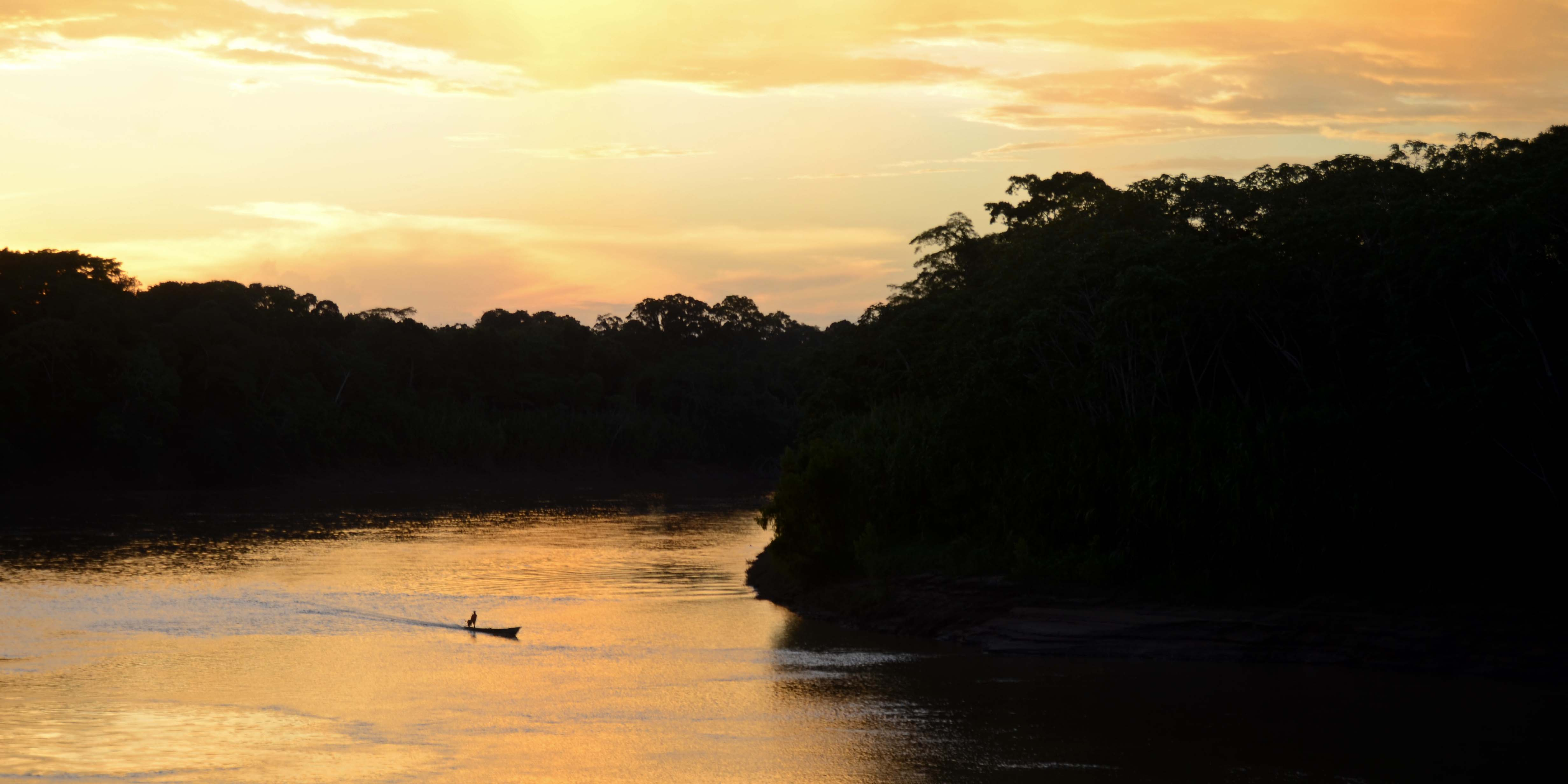
Río Tambopata

La Reserva Nacional Tambopata tiene como principales cuencas a los ríos Tambopata y Heath, en la reserva también podemos encontrar a los ríos Azul y Malinowsquillo los cuales desembocan en la margen derecha del río Malinowski.
El río Tambopata nace en el altiplano peruano boliviano, cuenta con una extensión de 402Km y su principal afluente es el Malinowski. Este río atraviesa la Reserva Nacional Tambopata de este a oeste, siendo este uno de los principales accesos a los atractivos de la reserva.
El río Heath nace en los andes en la región de Puno y tiene su desembocadura en el río Madre de Dios con un recorrido de 200 km.  A lo largo de su recorrido cuenta con los afluentes Bravo y Wiener.
El río Malinowski o también conocido como río Carama, nace a las afueras de la reserva, en la comunidad nativa de Kotsimba en el distrito de Inambari, sus afluentes son los ríos Pamahuaca, Azul, Malinowsquillo y Agua Negra por la margen derecha y el río Manuani por la margen izquierda.

## Biodiversidad
La cuenca del río Tambopata presenta uno de los mayores índices de diversidad biológica en el mundo. La Reserva Nacional Tambopata se ubica en la zona media y baja de esta cuenca, vecina a la ciudad de Puerto Maldonado. Entre sus ecosistemas más comunes se encuentran los aguajales, los pantanos, los pacales y los bosques ribereños, cuyas características físicas permiten a los pobladores locales el aprovechamiento de los recursos naturales. La Reserva Nacional Tambopata alberga hábitats principalmente acuáticos que son usados como paraderos de más de 40 especies de aves migratorias transcontinentales. En la reserva nacional se protegen importantes especies consideradas en vías de extinción y le ofrece al turismo un destino privilegiado para la observación de la diversidad de flora y fauna silvestre.

### Flora

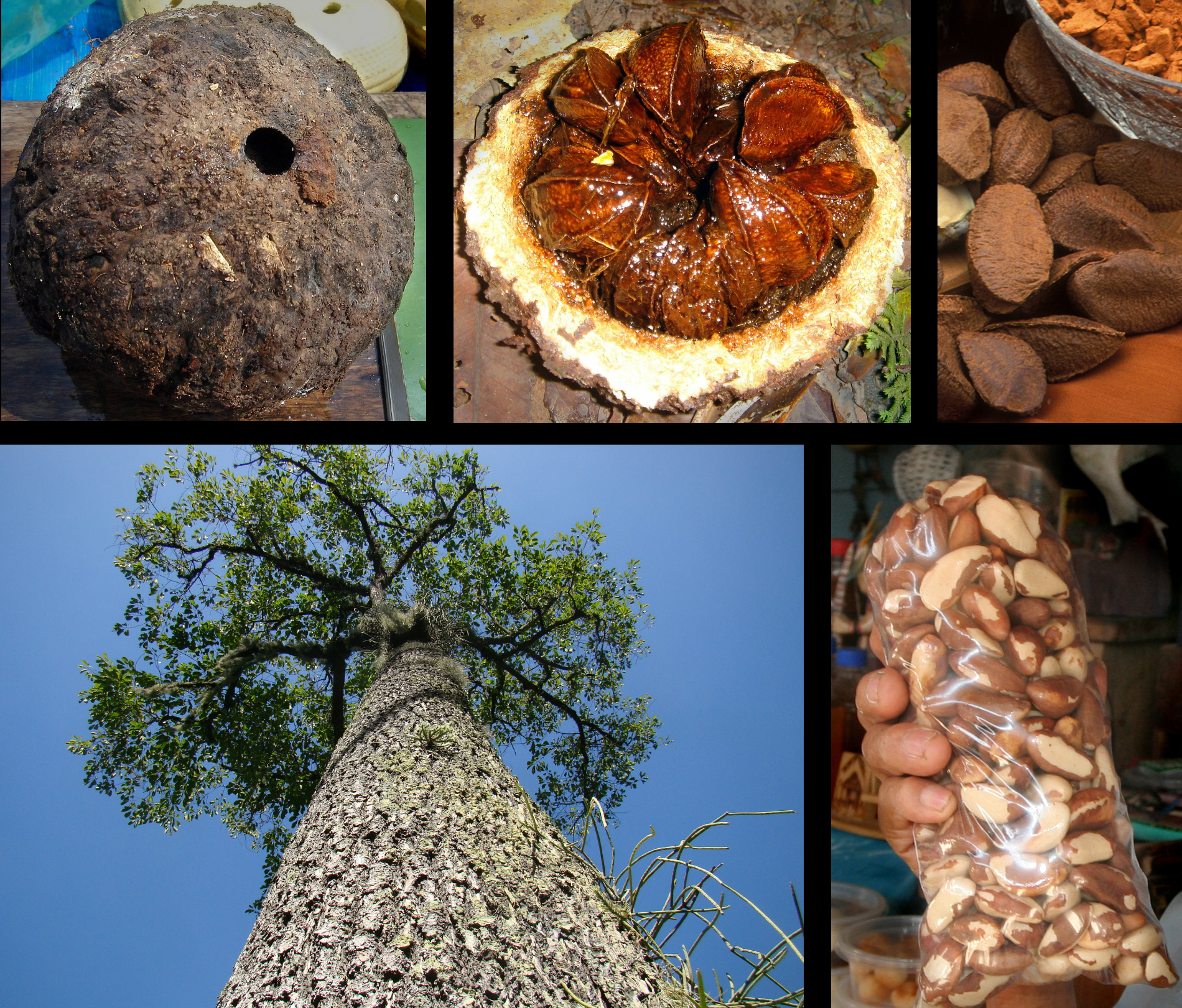
Castaña - Bertholletia excelsa Producto Forestal no Maderable de alto valor comercial en la Reserva Nacional Tambopata

En el Diagnóstico del Proceso de Elaboración del Plan Maestro de la Reserva nacional Tambopata se reportaron 1 713 especies, pertenecientes a 654 géneros de 145 familias. Para las angiospermas (plantas con flores) se consideró la clasificación propuesta por el Angyosperm Phylogeny Group (APG III) y para los pteridofitos (helechos) se consideró la clasificación propuesta por Smith et al. (2006). Las angiospermas registran 1 637 especies agrupadas en 127 familias y 622 géneros, o las familias más diversas Fabaceae (158 especies), Rubiaceae (104 especies) y Moraceae (66 especies). Los pteridofitos registran 76 especies de 32 géneros y 18 familias, siendo las familias más diversas: Polypodiaceae (16 especies), Pteridaceae (11 especies) y Thelypteridaceae (9 especies). Es así que se pueden apreciar en llanuras de sedimentación a los aguajales (Mauritia flexuosa), así como otras especies con valor comercial como la caoba (Swietenia macrophylla), tornillo (Cedrelinga catenaeformis), cedro (Cedrela odorata), lupuna (Ceiba spp.), shiringa (Hevea brasilensis), caucho (Castilla elastica) y  la castaña (Bertholletia excelsa), de esta última especie hay que resaltar que es el recurso forestal no maderable con mayor potencial económico desarrollado en la Reserva nacional Tambopata, el cual se aprovecha bajo planes de manejo aprobados y controlados por el Servicio Nacional de Áreas Naturales Protegidas por el Estado (SERNANP).

### Fauna

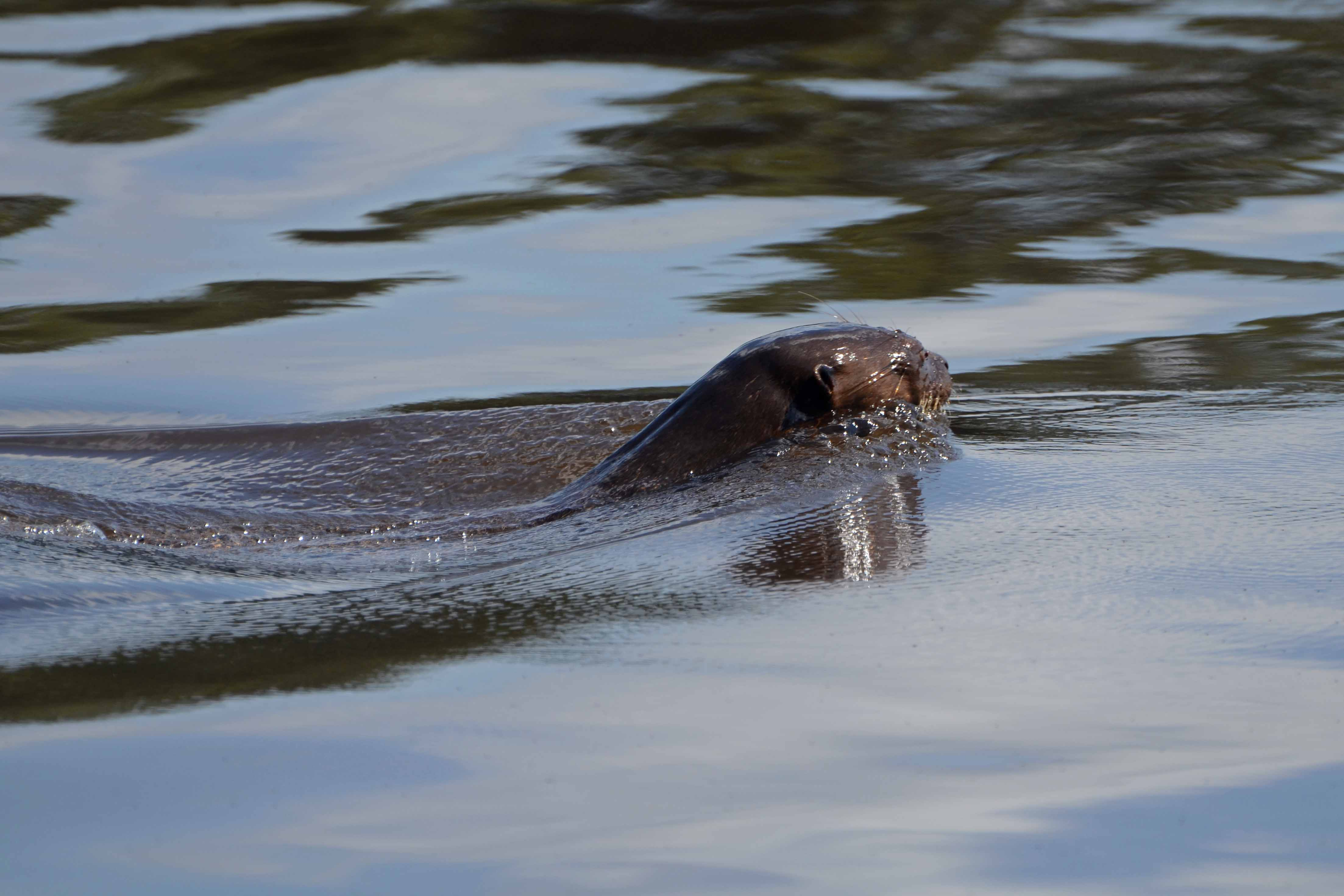
Lobo de río - Laguna Cocococha

En la Reserva nacional Tambopata se ha reportado la presencia de más de 632 especies de aves, 1,200 de mariposas, 103 de anfibios, 180 de peces, 169 de mamíferos y 103 de reptiles. En su interior se encuentra hábitats saludables para la recuperación y refugio de poblaciones amenazadas de especies, como el lobo de río (Pteronura brasiliensis), la nutria (Lontra longicaudis) y felinos como el yaguarundi (Herpailurus yagouaroundi), el puma (Puma concolor), el jaguar (Panthera onca), el ocelote o tigrillo (Leopardus pardalis) y el margay (Leopardus wiedii).
Entre las especies de primates se encuentra el maquisapa (Ateles chamek), el pichico (Saguinus fuscicollis), el pichico emperador (Saguinus imperator), el coto mono (Alouatta seniculus), el mono cabecinegro (Aotus nigriceps), el mono choro (Lagothrix lagotricha), el fraile (Saimiri boliviensis), el mono ardilla (Saimiri sciureus), el machín blanco (Cebus albifrons) y el machín negro (Cebus apella).

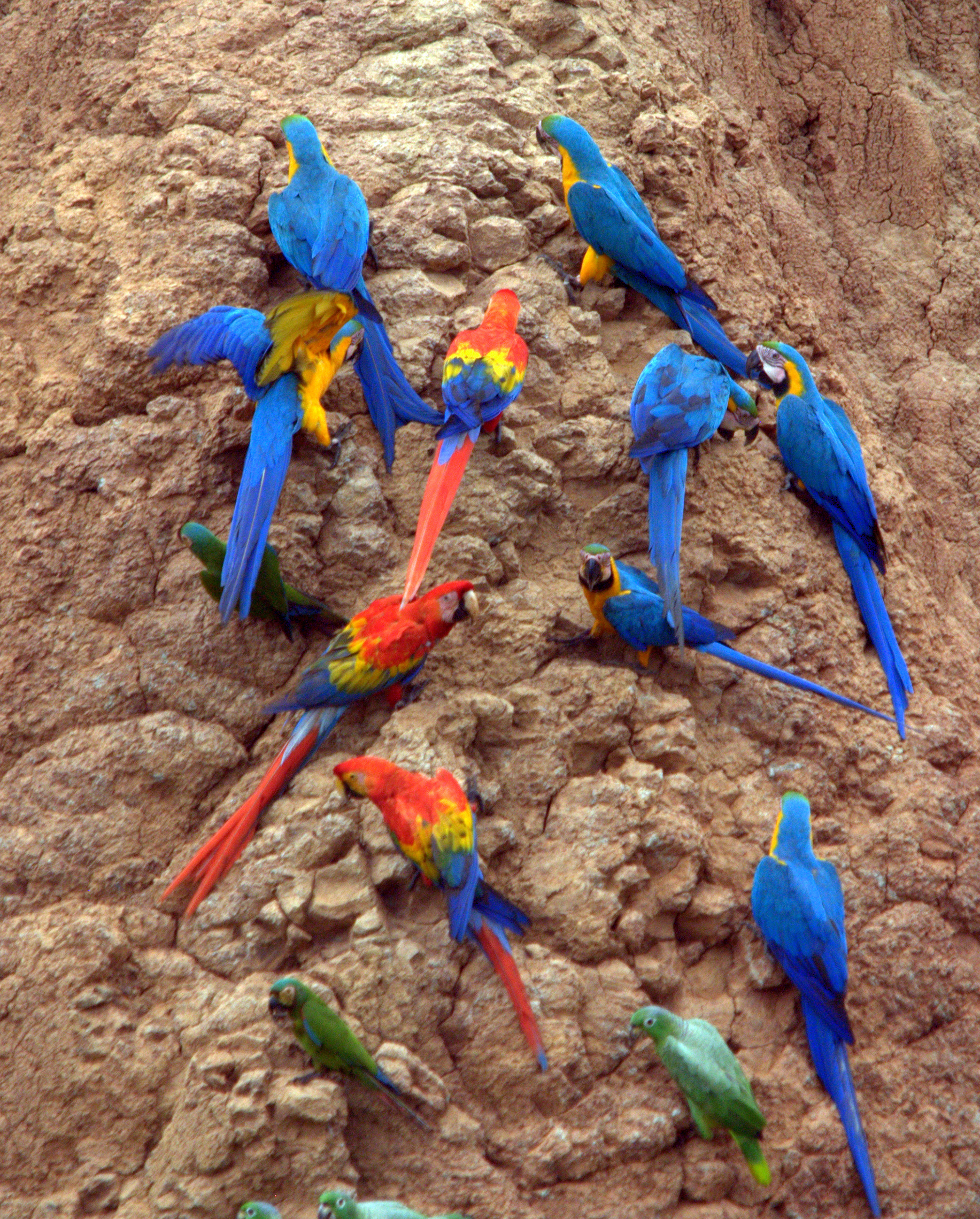
Guacamayos en la collpa

 Otras especies de mamíferos que destacan entre la fauna silvestre son la sachavaca (Tapirus terrestris), la huangana (Tayassu pecari), el sajino (Tayassu tajacu), el venado colorado (Mazama americana), el venado gris (Mazama gouazoubira) y los perezosos de dos dedos (Choloepus hoffmanni) y perezosos de tres dedos (Bradypus variegatus).
En cuanto a las aves destaca la presencia del águila harpía (Harpia harpyja), del águila crestada (Morphnus guianensis), del paujil común (Mitu tuberosa), del  paujil unicornio (Pauxi unicornis) y del paujil carunculado (Crax globulosa). En la Reserva nacional Tambopata se encuentra casi la totalidad de especies de guacamayos ( Ara spp.)que habitan en el Perú.
Otras especies comunes son los reptiles: boa esmeralda (Corallus caninus), el loro machaco (Bothriopsis bilineata), la boa constrictora (Boa constrictor) y la shushupe (Lachesis muta). También es común observar al caimán negro (Melanosuchus niger), al caimán blanco (Caiman crocodylus) y a la taricaya (Podocnemis unifilis).
Los peces también presentan una gran variedad, entre ellos destaca el boquichico (Prochilodus nigricans), el zúngaro saltón (Brachyplatystoma filamentosum), el yahuarachi (Potamorhyna latior), el dorado (Brachyplatystoma flavicans) y el paco (Piaractus brachipomun). Entre los peces no comerciales están el sábalo (Brycon spp.), la lisa (Schizodon fasciatus) y el bagre (Pimelodus sp.).

## Turismo
La Reserva nacional Tambopata es uno de los principales destinos dentro del Sistema Nacional de Áreas Naturales Protegidas por el Estado (SINANPE). Debido a su gran biodiversidad y hábitats naturales protegidos, esta reserva es un sitio privilegiado para el contacto con la naturaleza en lo que respecta a flora, fauna y paisajes.

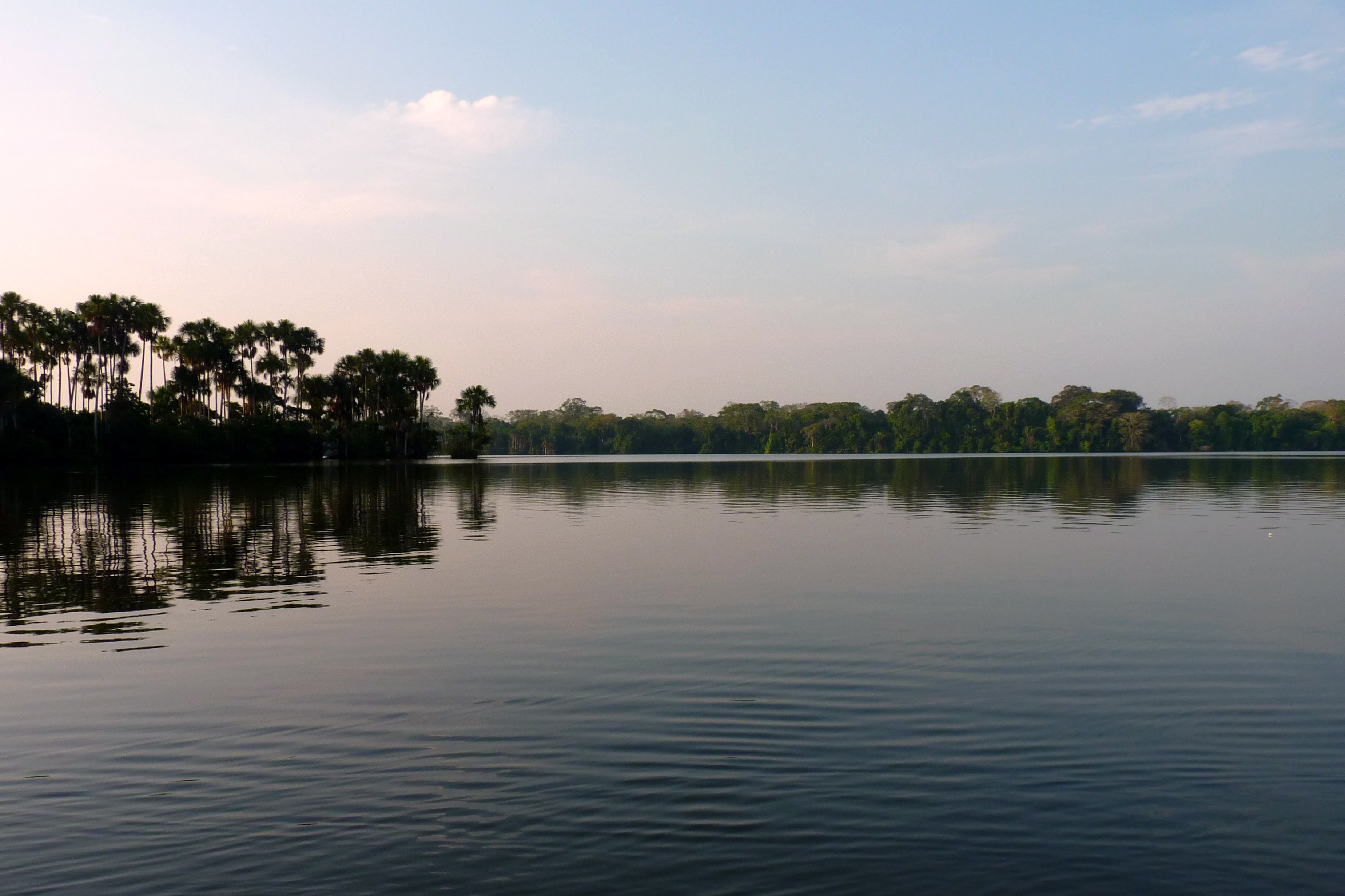
Atardecer en el Lago Sandoval

El destino turístico más visitado es el lago Sandoval, este es calificado como un espejo de agua de 127 ha, en donde abundan poblaciones de guacamayos en la vegetación que rodea al lago, además de permitir el avistamiento de garzas, martín pescador, caimanes y nutrias. Esta zona turística cuenta con alojamientos para los visitantes.
Actualmente dispone de un camino completamente hecho de madera y ayuda al desplazamiento de personas con discapacidad.
A través de la cuenca del río Tambopata hay acceso a los lagos Cocococha (enlace roto disponible en Internet Archive; véase el historial, la primera versión y la última). y Sachavacayoc Archivado el 14 de mayo de 2014 en Wayback Machine., ambos son puntos en donde abunda la vida la vida silvestre. En Sachavacayoc hay una zona para campamento para que los turistas puedan pasar la noche. Además de los lagos también se tienen las Collpas, estos son lugares en donde los animales acuden a ingerir arcilla de los barrancos de los ríos. Entre 5:30 y 9:00 a. m. se genera una aglomeración de guacamayos y loros que forman un espectáculo de color y vida silvestre para los turistas. Las principales collpas son Chuncho (enlace roto disponible en Internet Archive; véase el historial, la primera versión y la última). y Colorado (enlace roto disponible en Internet Archive; véase el historial, la primera versión y la última)., ambas están en las márgenes del río Tambopata.